# Jakob Kessel

Jakob Kessel

Jakob Kessel (* 4. Februar 1881 in Allenfeld, Kreis Kreuznach; † 11. Juni 1965 in Alzey) war ein deutscher Politiker (NSDAP).
Nach dem Besuch der Volksschule absolvierte Jakob Kessel ab 1895 eine Schlosserlehre. Er war später als Lokomotivführer bei der Deutschen Reichsbahn beschäftigt. Zum 1. Februar 1928 trat er der NSDAP bei (Mitgliedsnummer 75.105). Ab Juli 1934 leite er die Fachschaft Reichsbahnen in Berlin und wurde 1939 Leiter des Reichsbahn-Kameradschaftswerks im Bezirk Berlin. Ab 1943 war er Gauhauptstellenleiter bei der NSDAP und Mitglied im Beirat der Reichsbahn.
Kessel trat am 11. September 1942 im Nachrückverfahren für den verstorbenen Abgeordneten Paul Moder in den nationalsozialistischen Reichstag ein, in dem er bis zum Ende der NS-Herrschaft im Frühjahr 1945 den Wahlkreis 3 (Berlin Ost) vertrat.
Im Berliner Adressbuch von 1943 ist Kessel mit Adresse Kaiserdamm 109 als technischer Reichsbahnoberinspektor verzeichnet.